# کلبر چالا
کلبر چالا (انگلیسی: Cléber Chalá؛ زادهٔ ۲۹ ژوئن ۱۹۷۱) یک بازیکن فوتبال اهل اکوادور است. از باشگاه‌هایی که در آن بازی کرده‌است می‌توان به ساوت‌همپتون اشاره کرد.
وی همچنین در تیم ملی فوتبال اکوادور بازی کرده و در جام جهانی فوتبال ۲۰۰۲ نیز به میدان رفته است.